# Baousse del Biel
Baousso del Biel je název pro velkolepou skalní bránu nalézající se v údolí Gorges du Tarn ve francouzském departementu Lozère asi v polovině cesty mezi městečky Le Rozier a Les Vignes.
Samotná skalní brána je viditelná pouze z horského chodníčku sentier Gaupillat vedoucím ze samoty Cassagnes k samotě La Bourgarie na náhorní plošině Causse Mejean.

## Galerie

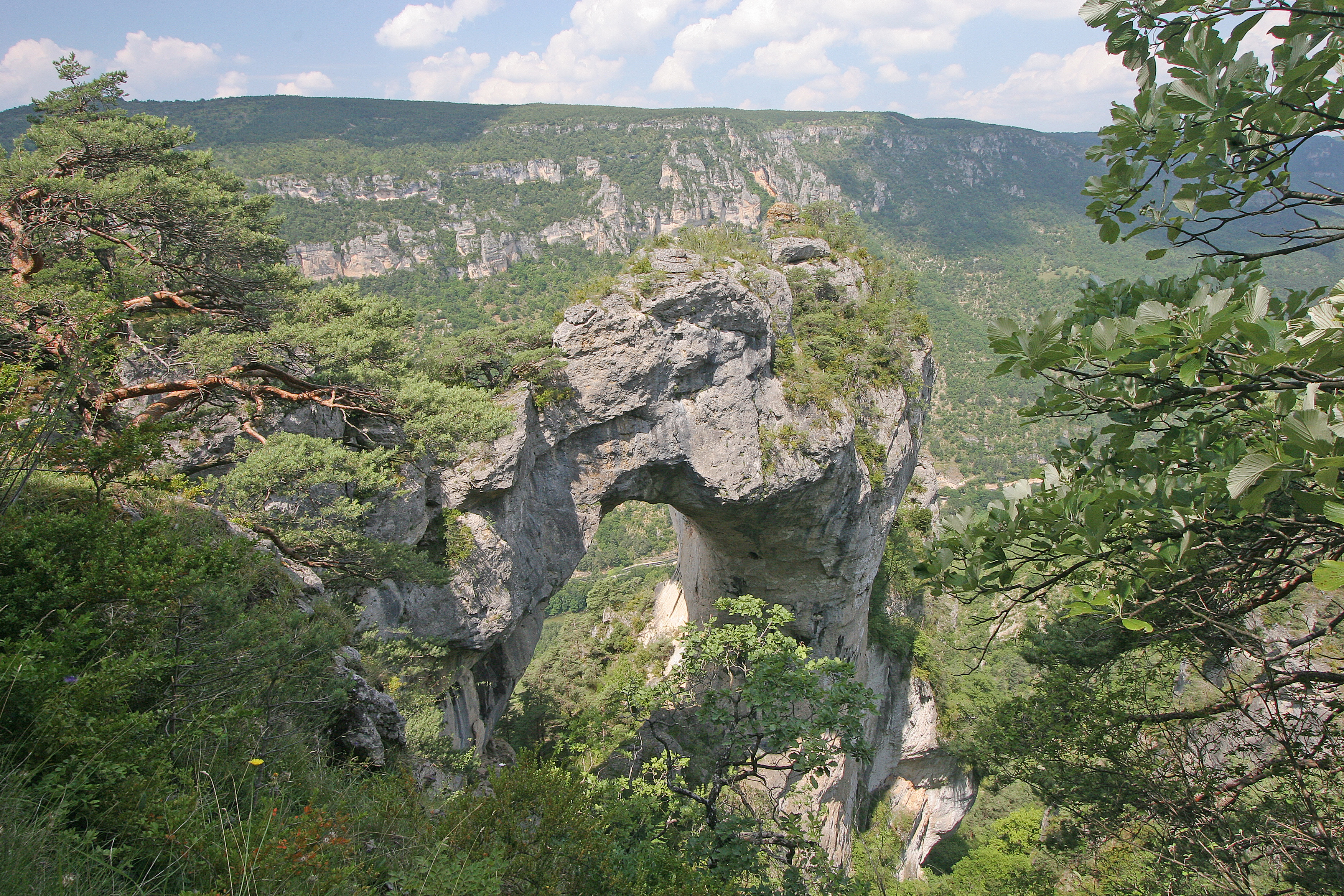
Pohled na skalní bránu Baousse del Biel
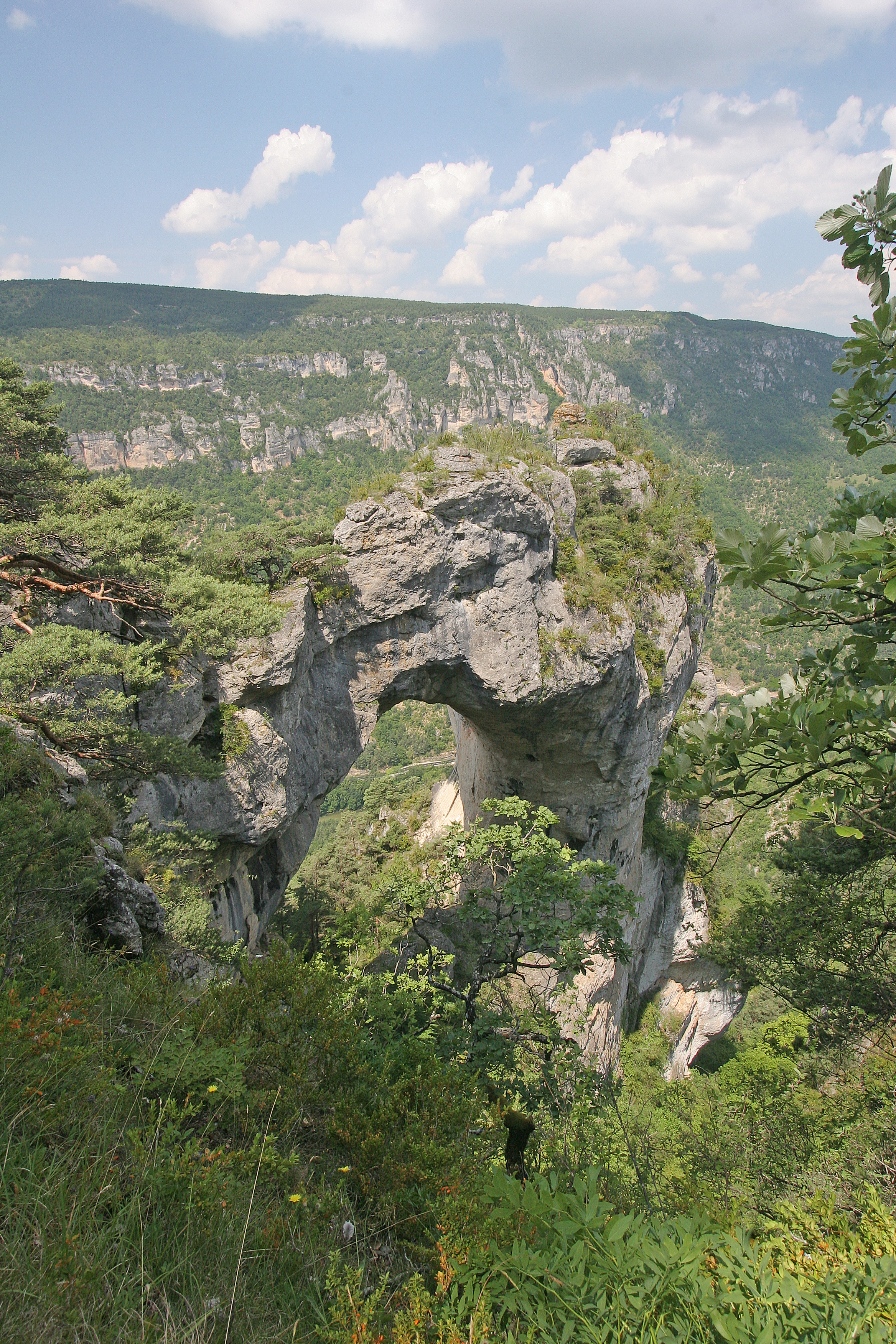
Pohled na skalní bránu Baousse del Biel
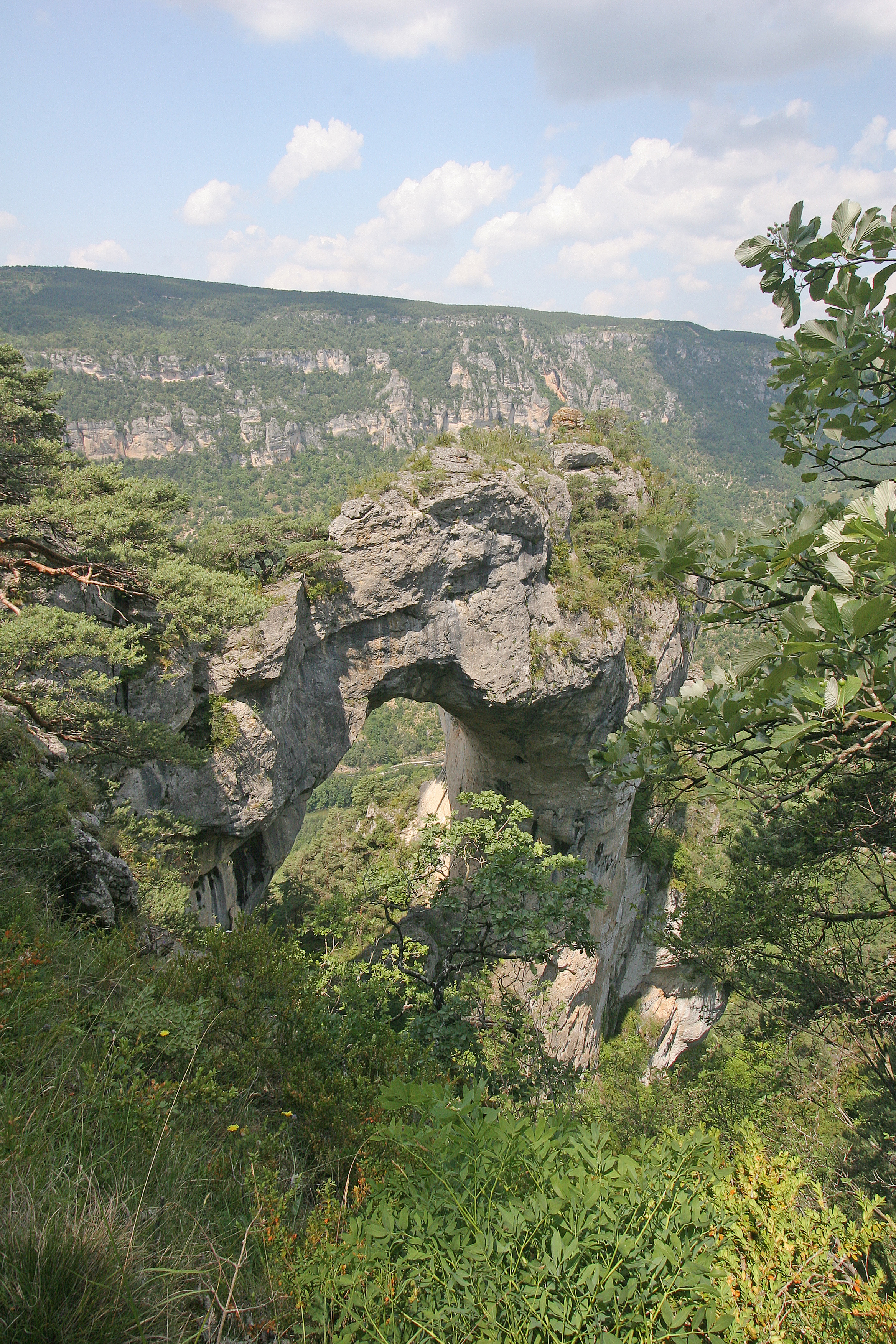
Pohled na skalní bránu Baousse del Biel
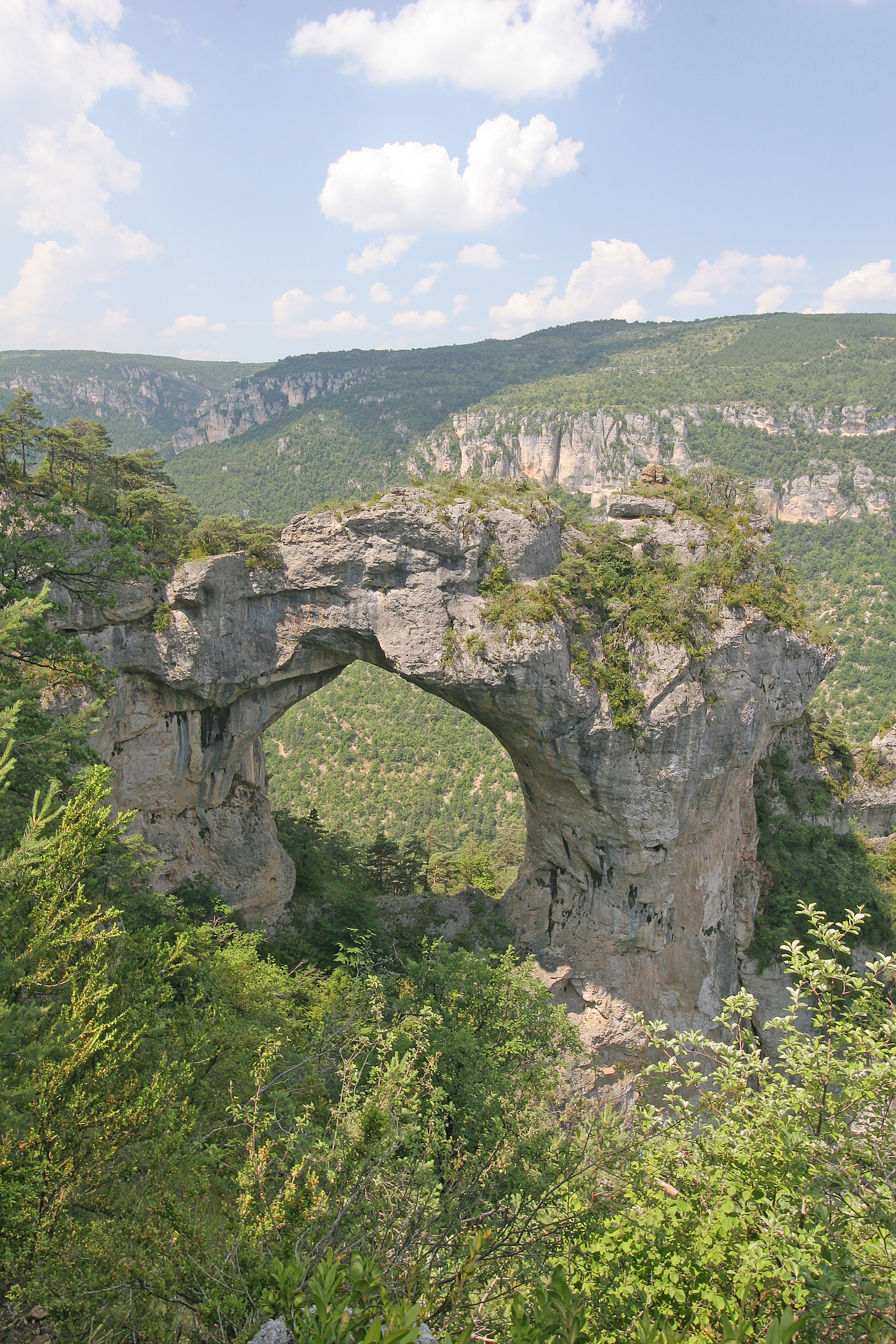
Pohled na skalní bránu Baousse del Biel
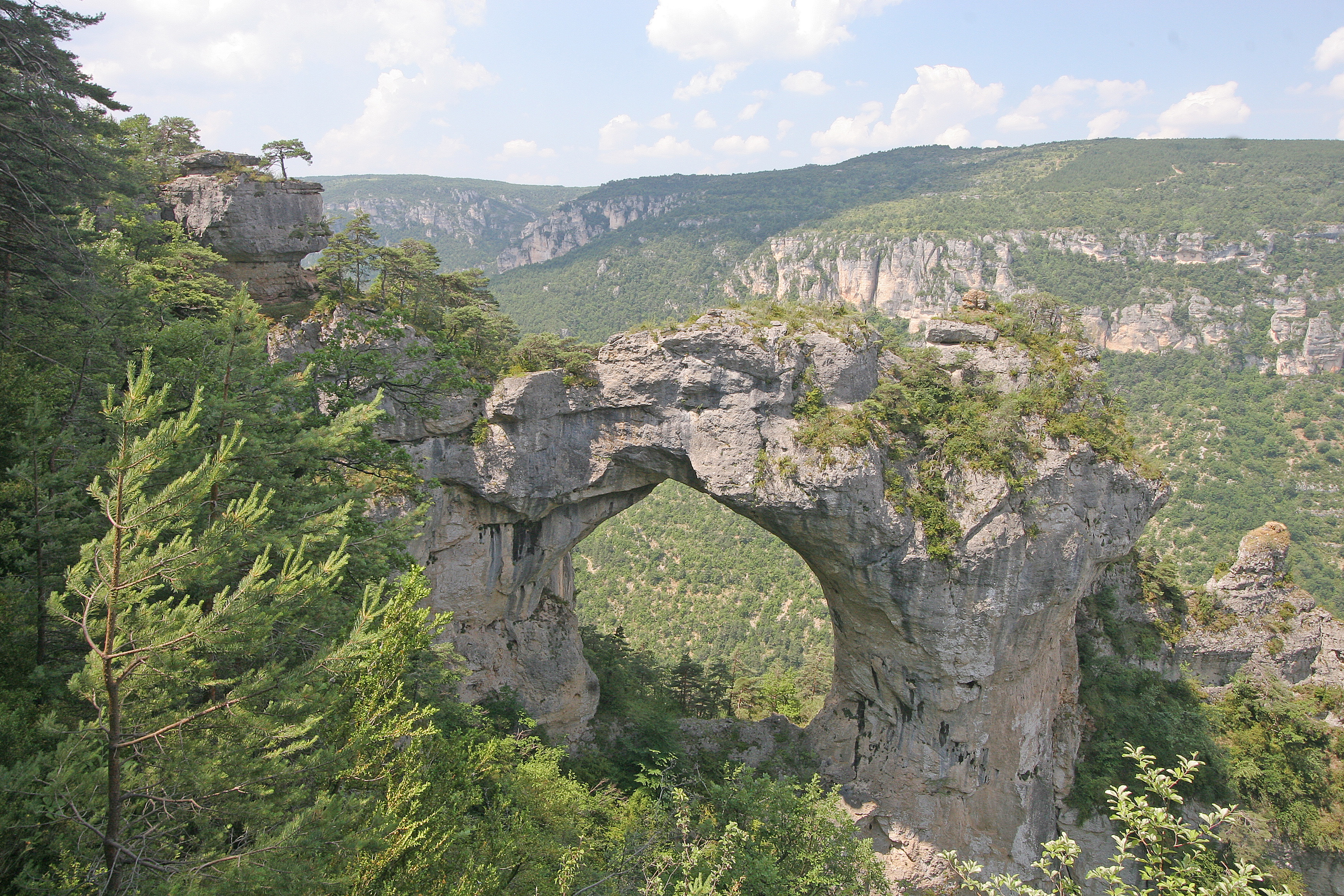
Pohled na skalní bránu Baousse del Biel
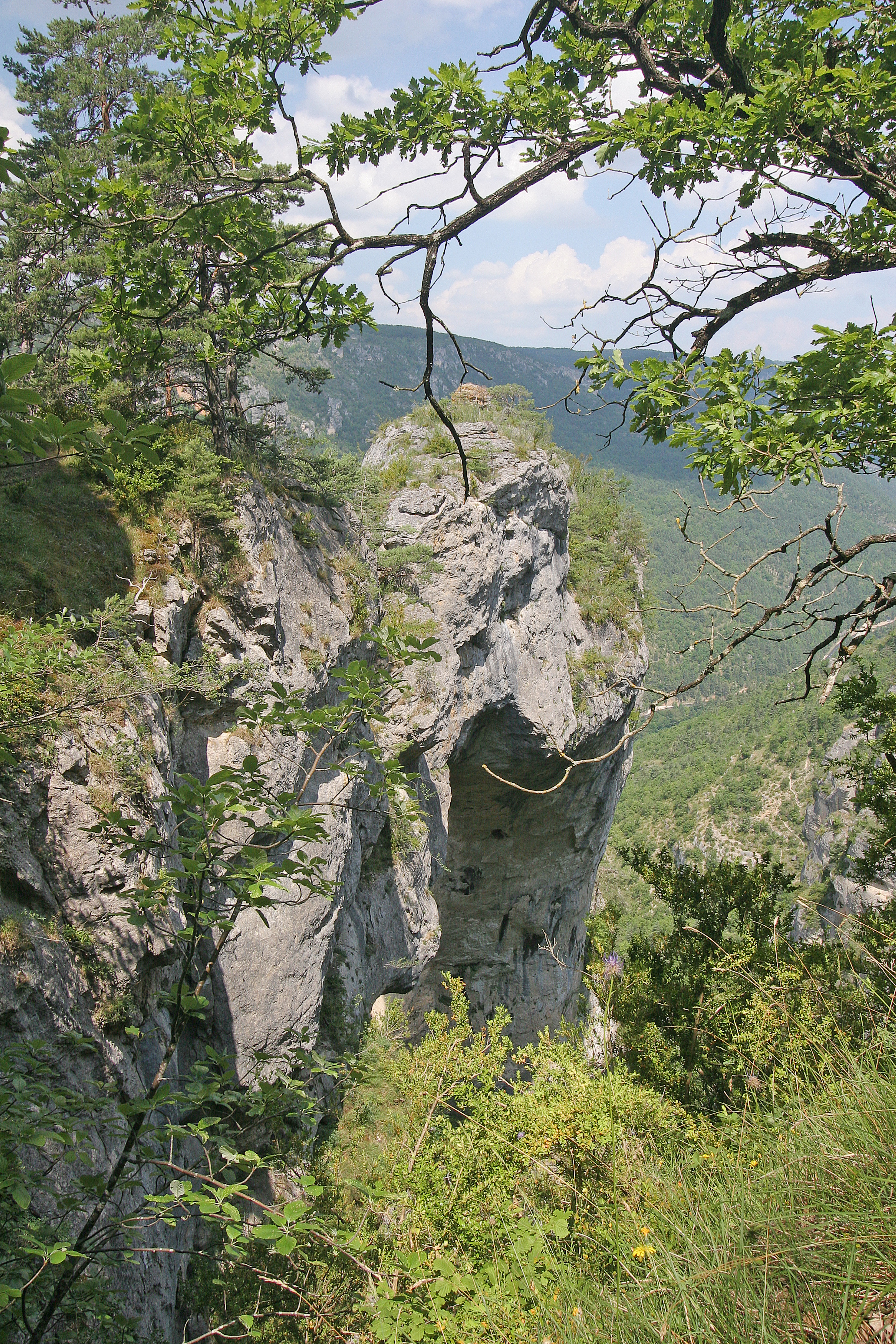
Pohled na skalní bránu Baousse del Biel